# Acacia microcybe
Acacia microcybe é uma espécie de leguminosa do gênero Acacia, pertencente à família Fabaceae.